# Корисні копалини Пакистану
Корисні копалини Пакистану. 
Країна має розвідані запаси різних корисних копалин: нафти, вугілля, природного газу, бокситів, бариту, золота, міді, зал. руд, флюориту, марганцю, стибію, поліметалічних руд, целестину, сірки, кам’яної солі, гіпсу, магнезиту, вапняків та глин та ін. (табл. 1). 
Геологорозвідувальна організація Geological Survey of Pakistan (GSP)за останній час виконала картографування перспективних площ (4 580 км²) М1:50 000. 
ГРР на нафту і газ на початку XXI ст. (2001) фінансуються в Пакистані на рівні US$200 млн/рік.
Таблиця 1. – Основні корисні копалини Пакистану станом на 1998-1999 рр.
| Корисні копалини               | Запаси       | Запаси   | Вміст корисного компоненту в рудах, % | Частка у світі, % |
| Корисні копалини               | Підтверджені | Загальні | Вміст корисного компоненту в рудах, % | Частка у світі, % |
| Метали платинової групи, т     | 2            |          |                                       |                   |
| Боксити, млн т                 | 74           | 150      | 46 (Al2O3)                            | 0,3               |
| Барит, тис. т                  | 1300         | 7500     | 85 (BaSO4)                            | 0,4               |
| Залізні руди, млн т            | 221          | 930      | 42 (Fe)                               | 0,1               |
| Золото, т                      | 32           | 90       |                                       | 0,1               |
| Мідь, тис. т                   | 1525         | 1935     | 0,36 (Cu)                             | 0,2               |
| Молібден, тис. т               | 15           | 78       | 0,019 (Мо)                            | 0,2               |
| Нафта, млн т                   | 27,4         |          |                                       |                   |
| Плавиковий шпат, млн т         | 0,2          | 0,4      | 40 (CaF2)                             | 0,1               |
| Природний горючий газ, млрд м³ | 658          |          |                                       | 0,4               |
| Стибій, тис. т                 | 26           | 26       | 6                                     | 0,6               |
| Вугілля, млн т                 | 10000        | 26000    |                                       |                   |
| Фосфорити, млн т               | 1            | 5        | 25 (Р2О5)                             | 0,02              |
| Хромові руди, млн т            | 3            | 3        | 45 (Cr2O3)                            | 0,07              |
| Уран, тис. т                   |              | 0,5      | 0,05                                  |                   |

Прогнозні ресурси МГП Пакистану незначні і складають до 300 т(~ 0,6% світових).